# John Hammar
Johan (John) Henrik Hammar, född 19 maj 1869 i Göteborg, död 24 april 1923 i Stockholm, var en svensk industri- och affärsman.
Efter mogenhetsexamen 1889 avlade Hammar ingenjörsexamen i London 1892. Han var anställd i firman J.G. Statter & C:o i London 1892 och vid svenska kommissariatet vid världsutställningen i Chicago 1893–1894, ingenjör vid AB de Lavals Glödlampfabrik 1894, verkställande direktör för nämnda bolag och för de Lavals Elektriska AB 1897–1901 och anställd för särskilt uppdrag i Paris för AB Separator 1901–1902. Sin för svenskt näringsliv betydelsefulla insats gjorde Hammar som chef för Sveriges allmänna exportförening 1902–1915.
Hammar var ledamot av juryn vid världsutställningarna i Paris 1900 och i Liège 1905, sekreterare i byggnadskommittén för Sveriges hus i Saint Louis 1904 och generalsekreterare vid svenska utställningskommittén i Liège 1905. Han var huvudredaktör för "Svensk Export" samt medarbetare i tidningar och tidskrifter. 
John Hammar är begravd på Norra begravningsplatsen utanför Stockholm.